# Macrochenus melanospilus
Macrochenus melanospilus är en skalbaggsart som beskrevs av Charles Joseph Gahan 1906. Macrochenus melanospilus ingår i släktet Macrochenus och familjen långhorningar. Inga underarter finns listade i Catalogue of Life.